# 43793 Mackey
43793 Mackey este un asteroid din centura principală de asteroizi.

## Descriere
43793 Mackey este un asteroid din centura principală de asteroizi. A fost descoperit pe 13 noiembrie 1990 la Observatorul Palomar de Carolyn S. Shoemaker și David H. Levy. Asteroidul prezintă o orbită caracterizată de o semiaxă mare de 2,55 ua, o excentricitate de 0,22 și o înclinație de 5,2° în raport cu ecliptica.